# Mindfields
Mindfields – dziesiąty album amerykańskiej grupy Toto. Został wydany 16 marca 1999 w Europie, 16 listopada 1999 w USA. Pierwszy album grupy z Bobbym Kimballem, który powrócił do grupy po 15-stu latach.

## Lista utworów
1. "After You've Gone" – 6:37
2. "Mysterious Ways" – 3:42
3. "Mindfields" – 6:04
4. "High Price of Hate" – 9:22
5. "Selfish" – 5:30
6. "No Love" – 4:34
7. "Caught in the Balance" – 6:21
8. "Last Love" – 4:58
9. "Mad About You" – 4:24
10. "One Road" – 3:45
11. "Melanie" – 5:19
12. "Cruel" – 5:57
13. "Better World (Parts I, II & III)" – 7:50
14. "Spanish Steps of Rome (Japanese and U.S. bonus track)" – 4:27

## Twórcy

### Toto
- Bobby Kimball - wokal przewodzący
- Steve Lukather - gitary, wokal
- David Paich - keyboardy, wokal
- Mike Porcaro - gitara basowa
- Simon Phillips - perkusja

### Goście
- Clint Black - harmonijka i wokal w "Mindfields"
- Timothy B. Schmit - wokal
- Richard Page - chórki